# Ivo Bakelants

^{© KIK-IRPA, Brussel} Christusmonogram

Ivo Bakelants (Antwerpen, 11 december 1934 – Deurne, 28 juli 2016) was een Belgisch glazenier.

## Biografie
Bakelants bracht zijn jeugd door in Deurne, alwaar hij school liep en lid was van de jeugdbeweging Jongensbond Sint Rochus.
Hij begon zijn hogere studies in 1948 aan de Koninklijke Academie voor Schone Kunsten van Antwerpen, vervolgde zijn opleiding in 1954 aan het Nationaal Hoger Instituut voor Schone Kunsten en het Kunsthistorisch Instituut te Antwerpen. Hij studeerde af als laureaat in sier- en monumentale kunsten in 1959. In 1963 werd Bakelants docent aan de kunstschool Academia te Borsbeek. Vanaf 1979 gaf hij les aan de Hogere Rijksschool voor Beeldende Kunsten in Anderlecht.
In 1958 richtte hij zijn eigen atelier op en gaf tentoonstellingen van zijn glasramen in binnen- en buitenland. Zijn werken werden in zijn beginperiode beïnvloed door zijn docent Jan Huet en zijn echtgenote Antonia Cools, kunstenares in keramiek en icoonkunst.
Ivo Bakelants was de stichter en bezieler van de Kunstkamer Manebrugge en was stichtend lid van de Deurnese cultuurraad. Jonge kunstenaars en vrienden uit het binnen- en buitenland worden vanaf 1972 uitgenodigd om in de kunstkamer hun werk te tonen.
Bakelants hield zich bezig met het inventariseren van Belgische glasramen uit de negentiende en twintigste eeuw. Dit resulteerde in de uitgave van drie volumes, met het inventaris van de gemeenten beginnend met A,B en C. Omwille van gezondheidsredenen kon dit werk niet verder gezet worden. De 6000 fiches uit zijn archief werden gedigitaliseerd door het Koninklijk Instituut voor het Kunstpatrimonium.
Na een langdurige ziekte overleed Ivo Bakelants in 2016.

## Publicaties
- Gloed van glas. Brussel : Reyns (1986). Gearchiveerd op 1 juni 2022.
- De Mechelse glazeniers Pluys en hun atelier. Mechelen Kon. kring voor oudheidkunde,letteren en kunst van Mechelen (1967). Gearchiveerd op 1 juni 2022.
- Honderd jaar Sint-Willibrorduskerk te Antwerpen, 1891-1991. Antwerpen Werkgroep "Sint-Willibrordus Antwerpen '91" (1990). Gearchiveerd op 1 juni 2022.
- De glasschilderkunst in België in de negentiende en twintigste eeuw repertorium en documenten. A. Bakelants (1983).
- De glasschilderkunst in België in de negentiende en twintigste eeuw repertorium en documenten. B. Wommelgem Den Gulden Engel (1986).
- De glasschilderkunst in België in de negentiende en twintigste eeuw repertorium en documenten. C. Wommelgem Den Gulden Engel (1992).

## Werken (selectie)
- School Thibautstraat - Deurne (1955)
- Districtshuis van Deurne (1955-1962)
- Sint-Jacobuskerk - Borsbeek (1962-1965)
- Sint-Rumolduskerk - Deurne (1964)
- Heilig Hartkerk - Hoboken (1965)
- Sint-Apolloniakerk (Oeren) (1965)[3]
- Pius X-kerk (Deurne) (1995)

© KIK-IRPA, Brussel Heilige Drievuldigheid
© KIK-IRPA, Brussel Egyptische schepen
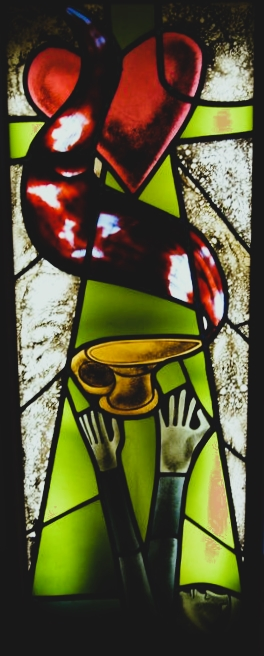
Glasraam uit 1983
© KIK-IRPA, Brussel Hier brandt men glas
© KIK-IRPA, Brussel Architectus Mundi